# Gustavo Brito
Gustavo Brito (ur. 22 maja 1954) – portorykański judoka. Olimpijczyk z Monachium 1972, gdzie zajął dwunaste miejsce w wadze półśredniej.
Uczestnik mistrzostw świata w 1971 roku.

## Letnie Igrzyska Olimpijskie 1972
| Konkurencja | Eliminacje               | Klas. końcowa |
| Konkurencja | Przeciwnik I             | Miejsce       |
| ----------- | ------------------------ | ------------- |
| 70 kg       | Antoni Zajkowski (POL) P | 12.           |